# 이승구 (배우)
이승구(1975년 5월 26일 ~ )는 대한민국의 영화 배우, 연극 배우이다. 서울연극협회 정회원으로 1993년 ‘닥터지바고’(극단 부활)로 연극 데뷔, 1996년 SBS창사특집극 ‘임꺽정’으로 방송 데뷔하였으며, 현재 소극장 혜화당 대표로 활동하면서 영화, 드라마 및 다수 연극에 출연중이다.

## 영화
- <비트메이커>(감독 신인기, 2023) - 사진사 역
- 《더 박스》(감독 양정웅, 2021) - 집시 역
- 《바이스탠더》(감독 권한슬, 2020) - 노숙자 역
- 《걸음이 빠른 달팽이》(감독 정상일, 2019) - 미술선생님 역
- 《생일》(감독 정상일, 2018) - 인력소장 역 / 프로듀서
- 《푸른 날》(감독 임창재, 2016) - 김하사 역
- 《그림》(감독 장재영, 2013) - 재민 역
- 《백 번째 오디션》(감독 김유신, 2013) - 대리운전기사 역
- 《끝나지 않는 노래》(감독 이상훈, 2012) - 이도경 역
- 《경계인》(감독 김현우, 2012) - 담임 선생님 역
- 《돌이킬 수 없는》(감독 박수영, 2010) - 목소리출연

## TV 드라마
- TV문학관《광염소나타》(2011.12.07 방영) - 용의자 역
- KBS 드라마스페셜《아내의 숨소리》((2011.10.30 방영) - 경찰 역
- KBS 드라마스페셜《삐삐가 울린다》(2011.07.10 방영) - 청년 역
- SBS 창사특별기획《임꺽정》(1996~1997) - 남사당거리패 역, 산적패 부두목 역

## 연극
- <사요가 말하길>(2023.12.1-12.3. 미아리고개예술극장, 작/연출 이지수) - 인디즈 카루챠 부장 外 역
- <기억+지각x상상=표상>(2023.11.1-11.5. 한예극장, 원작 헨릭 입센 '유령', 각색 이태리, 연출 서철) - 엥스트란트 역
- 《사천의 선인》(2022.10.28-10.29. 영등포아트홀, 작 베르톨트 브레히트, 각색/연출 류성) - 남편 역
- 《베니스 상인》(2022.09.16. 서초문화예술회관 아트홀, 원작 W. 셰익스피어, 각색/연출 이지수) - 살레리오 역
- 《장미를 삼키다》(2022.08.03-08.14. 미마지아트센터 물빛극장, 작 김수미, 연출 김관) - 정진식 역
- 《한여름 밤의 꿈처럼!》(2021.10.20-10.24. 플랫폼74, 작 공동창작, 연출 유수미) - 닉 보텀 역
- 《미숙의 쿠키상자》(2021.08.13-08.22. 선돌극장, 작 이상범, 각색/연출 이지수) - 변호사 역
- 《청문-대한민국 위기의 근원》(2021.02.24-02.28. 선돌극장, 작 이상범, 각색/연출 이지수) - 중문 역
- 《청문》(2020.03.25-03.29. 소극장 혜화당, 작 이상범, 각색/연출 이지수) - 중문 역
- 《열람》(2020.02.12-02.16. 소극장 혜화당, 작 안톤 체홉, 각색 정민찬, 연출 여무영) - 지주 역
- 《E.M.C》(2019.03.27-03.31. 소극장 혜화당, 원작 W. 셰익스피어 '한 여름밤의 꿈', 각색 이태리, 연출 서철) - 오박사 역
- 뮤지컬《우키시마마루》(2019.02.28-03.01. 영등포아트홀, 작/연출 류성) - 마츠오 역
- 《프눌과의 전쟁-Episode2》(2018.03.28-04.01. 소극장 혜화당, 원안 필립 K. 딕, 작/연출 유수미) - 호크소령 역
- 《좁은 문》(2018.01.31-02.04. 소극장 혜화당, 작 앙드레 지드, 각색/연출 유수미) - 아벨 역
- 《갈매기》(2017.11.04-11.30. 동숭아트센터 꼭두소극장대학로, 작 안톤 체홉, 각색/연출 여무영) - 샤므라예프 역
- 《귀가-가식의 진실》(2017.09.13-09.17. 소극장 혜화당, 작 김수미, 연출 송대중) - 무부 역
- 《살아내기》(2017.05.25-06.18. 창작플랫폼 경험과상상, 연출 고건령) - 아버지/이장/김첨지 역
- 《ONE채널》(2017.02.22-02.26. 소극장 혜화당, 작 조진아, 연출 유수미) - 철민 역
- 뮤지컬《투명인간》(2016.09.26-09.27. 구로아트밸리 예술극장, 작/연출 류성) - 신점장 역
- 스탠딩뮤지컬《화순1946》(2016.09.08. 광화문광장, 작/연출 류성) - 광부 역
- 《메모리즈》(2016.04.28-2016.05.08. 예술공간 혜화, 작/연출 김관) - 부조장/동생/남자 역
- 《프눌과의 전쟁-Episode1》(2016.01.12-01.24. 소극장 혜화당, 작 필립 K. 딕, 각색/연출 유수미) - 호크소령 역
- 《한여름 밤의 꿈처럼!》(2016.03.29-04.03. 소극장 혜화당, 작 공동창작, 연출 유수미) - 닉 보텀 역
- 《어제의 용사들》(2015.12.02-12.13. 스튜디오SK, 작/연출 위기훈) - 맹사성 역
- 《목욕탕집 세 남자》(2015.06.09-2015.06.14. 소극장 혜화당(구.까망소극장), 작 정숙희, 연출 유수미) - 때밀이 역
- 《어떤 사랑》(2015.03.26-2015.04.19. 예술공간 혜화, 작/연출 류성) - 세르게이 역
- 《기막힌 동거》(2014.11.19-2014.11.30. 예술공간 혜화, 작 임은정, 연출 류성 ) - 아들 역
- 《어른-다 자란 사람》 화학작용_선돌편 2주차 (2014.07.15-2014.07.18. 대학로 선돌극장, 작/연출 최재성) - 담임선생님 역
- 《늙은 소년들의 왕국》 (2014.05.01-2014.05.18. 게릴라극장, 작/연출 오세혁) - 부랑자3 역
- 《우주인》(2013.09.25-2013.10.13. 동숭무대 소극장, 작/연출 오세혁, 협력연출 최재성) - 불안남 역
- 《아름다운 동행 - 한밤의 천막극장》(2013.02.14-2014.02.24. 연극실험실 혜화동 1번지, 작 오세혁, 연출 김한내) - 선배1 역
- 《그와 그녀의 옷장》(2012.07.13-2012.07.29. 게릴라극장, 작/연출 오세혁) - 관리소장/공장장/용일/용역깡패 역
- 《타오르는 어둠 속에서》(2011.12.15-2011.12.25. 대학로 설치극장 정미소, 작 안토니오 부에로 바예호, 각색/연출 유수미) - 미겔린 역
- 《홀연했던 사나이》(2011.11.02-2011.11.03. 대학로예술극장 소극장, 작 오세혁, 연출 유수미) - 오사장 역
- 《사고-그래도 가능한 이야기》2007.07.06-2007.07.22. 국립극장 별오름극장, 작 프리드리히 뒤렌마트, 연출 용선중) - 판사 역
- 《그때, 그 크리스마스의 추억》(2006.12.07-2006.12.31. 대학로 동숭무대 소극장, 원작 테네시 윌리엄스 '유리동물원', 각색/연출 문정대) - 변태진 역
- 《셰익스피어 인 햄릿》(2006.06.23-2006.07.23. 대학로 블랙박스 시어터, 작 W. 셰익스피어, 각색/연출 문정대) - 길덴스턴 역
- 《구명시식》- (2002.02. 학전그린 소극장, 작/연출 차현석) - 군인 역(예명 최승준)
- 《오셀로》(2001.12. 학전그린 소극장, 작 W. 셰익스피어, 각색/연출 차현석) - 캐시오 역(예명 최승준)
- 《고래기름》(2001.07. 연극실험실 혜화동 1번지, 작 유진 오닐, 각색/연출 차현석) - 벤 역(예명 최승준)
- 《구명시식》- (2001.07. 연극실험실 혜화동 1번지, 작/연출 차현석) - 기자/남편 역(예명 최승준)
- 《눈 나리는 밤》(2001.05.19-2001.06.03. 학전블루 소극장, 작 전옥, 연출 차현석) - 춘식 역(예명 최승준)
- 뮤지컬《락햄릿》(2000.04. 장충체육관, 작 조광화, 연출 전훈) - 로젠크란츠 역
- 《산너머 개똥아》(1994.09. 예술의전당 자유소극장, 원작 김경화, 재구성/연출 이윤택) - 이시미꼬리 역
- 《오구-죽음의 형식》(1994.04. 동숭아트센터 동숭홀, 작/연출 이윤택) - 저승사자3 역
- 《닥터지바고》(1993.11. 대학로 문화예술회관 대극장(현 아르코대극장), 작 보리스 파스테르나크 각색/연출 이재현) - 미친병사 역

## CF
- 《켈로그 콘푸레이크》(1996), 현대그룹 긍정캠페인 - '긍정을 믿습니다.' 시작 편(2010), KB국민은행 - ‘KB디지털금융’ 편(2018)

## 공연 연출
- 뮤지컬《마이 맘》(2018.10.24. 중앙대학교 예술대학원 아트센터) 23회 중앙문화예술제 중앙대학교 100주년 기념공연작
- 뮤지컬《정크푸드 크리스마스》(2019.07.19. 판교 글로벌 R&D센터 대강당, 작 신성우, 연출 이승구) 성남교육지원청 위(Wee)센터 2019년 학업중단 예방 예술창작프로그램

## 기사

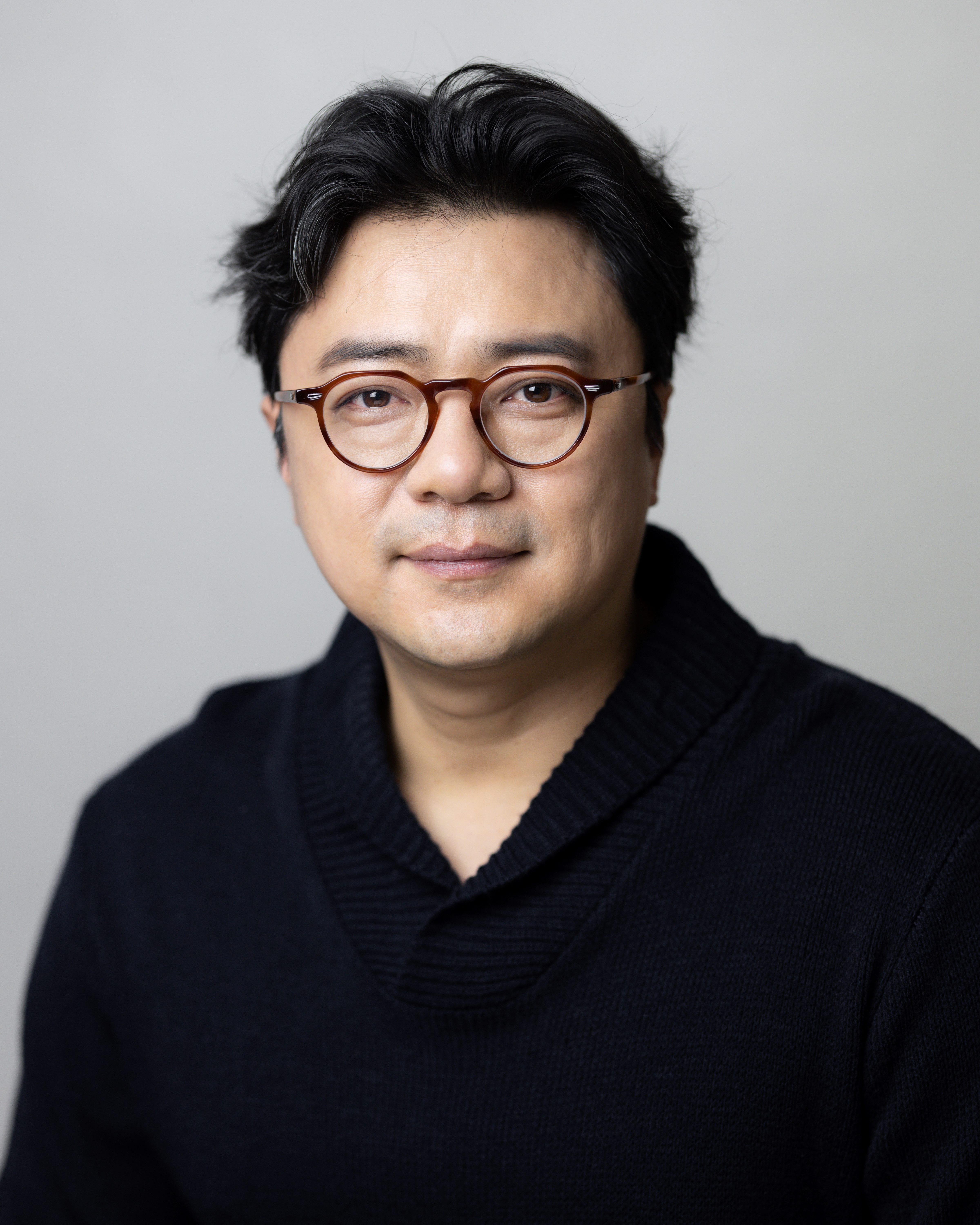

- (한국어) 《명랑인터뷰, scene #10 배우 이승구 (2017)》 보관됨 2019-08-23 - 웨이백 머신
- (한국어) 《대학로 소극장 운영과 역할에 대해, '소극장 혜화당' 이승구-김세환》
- (한국어) 《[리뷰] 무대 위 배우인가 연습실 속 배우인가…연극 ‘한 여름밤의 꿈처럼!’》[깨진 링크(과거 내용 찾기)]